# Working out loud

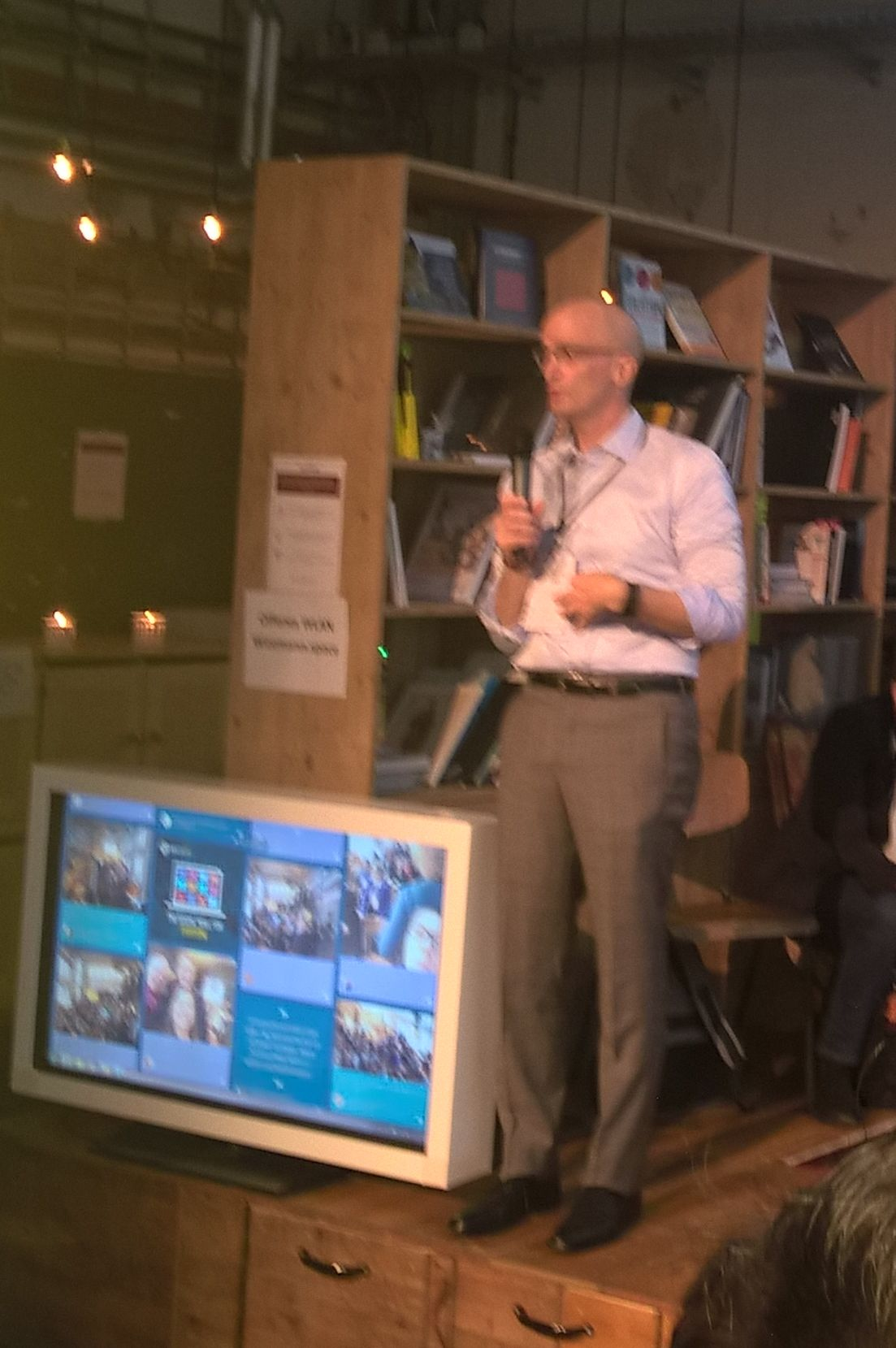
John Stepper bei der Keynote am 7. Dezember 2017 beim #WOLC'17

Als Working Out Loud (WOL) wird eine Mentalität der Zusammenarbeit und auch eine darauf aufbauende Selbstlern-Methode bezeichnet.

## Grundidee des Working Out Loud
Der Begriff wurde 2010 von Bryce Williams aufgegriffen und in einem Blogpost erläutert. Die Kernidee fasst Bryce wie folgt zusammen : 
Working Out Loud = Observable Work + Narrating Your Work
Man solle doch nicht nur seine Arbeit erledigen, sondern auch Andere daran teilhaben lassen, damit alle zusammen dabei lernen und besser werden. Soziale Netzwerke und Kollaborationsumgebungen seien Werkzeuge hierfür, um sich aktiv einzubringen. 
Mit WOL hat Bryce Williams damit in Worte gefasst, was sich mit der zunehmenden Relevanz von Blogs und sozialen Medien beobachten ließ: den Paradigmenwechsel für Wissensarbeiter weg vom "Wissenssammler", hin zum Teilen von Wissen: Relevant ist, wer bereitwillig sein Wissen teilt und hilft – nicht mehr wer das Wissen hortet und bewacht.

## Die Lernmethode WOL
John Stepper entwickelte die Methode weiter und machte sie mit einem 2015 veröffentlichten Buch bekannt.
Stepper beschreibt WOL als einen Weg um Beziehungen aufzubauen, die einem helfen ein Ziel zu erreichen, eine Fähigkeit zu entwickeln oder ein neues Thema zu entdecken. Anstatt jedoch zu netzwerken um etwas zu bekommen, soll in Beziehungen investiert werden. Durch das Einbringen von Beiträgen aus eigener Arbeit und Erfahrungen wird jeder Teilnehmer im Lauf der Zeit besser sichtbar.
Die 5 Prinzipien von WOL lauten:
- Beziehungen (Relationships)
- Großzügigkeit (Generosity)
- Sichtbare Arbeit (Visible work)
- Zielgerichtetes Verhalten (Purposeful Discovery)
- Wachstumsorientiertes Denken (Growth Mindset)

Der Kern der Methode ist ein 12-wöchiges Programm (der sogenannte WOL-Circle), in dem durch verschiedene Übungen (die Circle-Guides) die Teilnehmer in die Lage versetzt werden, ihre Gewohnheiten an die Prinzipien anzupassen.
Die deutsche Working Out Loud Community of Practice (WOLCoP, bestehend aus Vertretern von AUDI, BMW, Bosch, Continental, Daimler, Deutsche Bank, Telekom, Siemens) gewann im November 2017 für ihre selbstorganisierte unternehmensübergreifende Zusammenarbeit und Austausch den HR-Excellence-Award in der Kategorie Mitarbeiterengagement und Collaboration (Konzern).

## Working Out Loud Circle
Ein Circle arbeitet dabei selbstorganisiert. Zusammensetzung, Terminfindung, Lernen, Zielkontrolle findet ohne Externe statt und baut vollkommen auf die intrinsische Motivation der Teilnehmer.
Es ist den Teilnehmern dabei selbst überlassen, ob sie sich für die Treffen persönlich oder virtuell zusammenfinden.
Die Übungen in den Guides sind prinzipiell technologieunabhängig, sehr viele Beispiele setzen jedoch ganz stark auf digitale Zusammenarbeit und entsprechende Tools.
Empfohlen werden für die Circles 3–5 Teilnehmer, von denen jeder sich selbst ein Ziel setzt und darauf ausgerichtet die Übungen der einzelnen Wochen (je eine Stunde Treffen pro Woche) bearbeitet. Während der Treffen sollten entsprechend der vorgeschlagenen Agenda die Ergebnisse der Übungen besprochen werden. Teilweise sind Gruppenübungen vorgesehen.